# Odontopera obliquaria
Odontopera obliquaria är en fjärilsart som beskrevs av Moore 1867. Odontopera obliquaria ingår i släktet Odontopera och familjen mätare. Inga underarter finns listade i Catalogue of Life.